# Daniel Goldin
Daniel Saul Goldin (ur. 23 lipca 1940 w Nowym Jorku) – administrator amerykańskiej agencji kosmicznej NASA od 1 kwietnia 1992 do 17 listopada 2001. Funkcję tę pełnił przez trzy kolejne kadencje George’a Busha i Billa Clintona.

## Życiorys
Uzyskał licencjat z zakresu nauk ścisłych (budowa maszyn) w City College of New York. Swoją karierę w NASA rozpoczął w 1962 w Lewis Research Center w Cleveland w stanie Ohio i tam pracował nad badaniami dotyczącymi napędów impulsowych do załogowych podróży międzyplanetarnych. Przez dwadzieścia pięć lat pracował w TRW Space and Technology Group w Redondo Beach, został wiceprezydentem i dyrektorem generalnym tej firmy. Kierował projektami na rzecz amerykańskiej obronności oraz zarządzał produkcją zaawansowanych telekomunikacyjnych statków kosmicznych, technologii kosmicznych i instrumentów naukowych.
Dzięki jego pomysłom NASA zdołała ograniczyć koszty eksploracji kosmosu. Pod jego nadzorem znalazły się między innymi takie misje jak Mars Pathfinder czy naprawa teleskopu Hubble'a oraz misje na ISS. Największy rozgłos uzyskał jednak wtedy, gdy znaleziono meteoryt marsjański na Antarktydzie, który mógł zawierać ślady życia na Marsie. Dzięki Goldinowi udało się znacznie ograniczyć koszty wypraw kosmicznych.
W 2005 założył firmę The Intellisis Corporation, którą nadal prowadzi.

## Odznaczenia
- Krzyż Komandorski Orderu Gwiazdy Rumunii (Rumunia, 2000)[1]